# La Piramida
La Piramida är en bergstopp i Schweiz.   Den ligger i regionen Albula och kantonen Graubünden, i den östra delen av landet, 180 km öster om huvudstaden Bern. Toppen på La Piramida är 2 964 meter över havet, eller 98 meter över den omgivande terrängen. Bredden vid basen är 1,2 km.
Terrängen runt La Piramida är huvudsakligen bergig, men den allra närmaste omgivningen är kuperad. Närmaste större samhälle är St. Moritz, 8,8 km sydost om La Piramida. 
Trakten runt La Piramida består i huvudsak av gräsmarker. Runt La Piramida är det glesbefolkat, med 14 invånare per kvadratkilometer.